# Lijst van voetbalinterlands Faeröer - Letland
Deze lijst van voetbalinterlands is een overzicht van alle officiële voetbalwedstrijden tussen de nationale teams van Faeröer en Letland. De landen speelden tot op heden acht keer tegen elkaar. De eerste ontmoeting, een kwalificatiewedstrijd voor het Wereldkampioenschap voetbal 2018, werd gespeeld in Riga op 7 oktober 2016. Het laatste duel, een groepswedstrijd tijdens de UEFA Nations League 2024/25, vond plaats op 13 oktober 2024 in Tórshavn.

## Wedstrijden
| № | Plaats   | Datum             | Competitie                  | Wedstrijd         | Uitslag |
| - | -------- | ----------------- | --------------------------- | ----------------- | ------- |
| 1 | Riga     | 7 oktober 2016    | WK 2018 kwalificatie        | Letland – Faeröer | 0 – 2   |
| 2 | Tórshavn | 7 oktober 2017    | WK 2018 kwalificatie        | Faeröer − Letland | 0 − 0   |
| 3 | Marbella | 22 maart 2018     | Vriendschappelijk           | Letland − Faeröer | 1 − 1   |
| 4 | Tórshavn | 10 oktober 2020   | UEFA Nations League 2020/21 | Faeröer − Letland | 1 − 1   |
| 5 | Riga     | 14 november 2020  | UEFA Nations League 2020/21 | Letland − Faeröer | 1 − 1   |
| 6 | Liepāja  | 11 juni 2024      | Vriendschappelijk           | Letland − Faeröer | 1 − 0   |
| 7 | Riga     | 10 september 2024 | UEFA Nations League 2024/25 | Letland − Faeröer | 1 − 0   |
| 8 | Tórshavn | 13 oktober 2024   | UEFA Nations League 2024/25 | Faeröer − Letland | 1 − 1   |

## Samenvatting
| Competitie          | Totaal gespeeld | Winst Faeröer | Gelijk | Winst Letland | Doelsaldo Faeröer – Letland |
| ------------------- | --------------- | ------------- | ------ | ------------- | --------------------------- |
| WK-kwalificatie     | 2               | 1             | 1      | 0             | 2 − 0                       |
| UEFA Nations League | 4               | 0             | 3      | 1             | 3 − 4                       |
| Vriendschappelijk   | 2               | 0             | 1      | 1             | 1 − 2                       |
| Totaal              | 8               | 1             | 5      | 2             | 6 − 6                       |

Wedstrijden bepaald door strafschoppen worden, in lijn met de FIFA, als een gelijkspel gerekend.

## Details

### Eerste ontmoeting
| WK 2018 kwalificatie (Riga, Letland, 7 oktober 2016): |              | |
| Letland | 0 – 2        | Faeröer |
| | goals        | 19' Sonni Nattestad 70' Jóan Símun Edmundsson |
| Marian Pahars | bondscoach   | Lars Olsen |
| Andris Vaņins Vitālijs Maksimenko Oļegs Laizāns Vladislavs Gabovs Valerijs Šabala Kaspars Gorkšs Ivans Lukjanovs 77' Vitālijs Jagodinskis Glebs Kļuškins 72' Aleksejs Višņakovs Vladislavs Gutkovskis 64' | opstellingen | Gunnar Nielsen Jónas Þór Næs Atli Gregersen Sonni Nattestad Viljormur Davidsen Hallur Hansson Fróði Benjaminsen Sølvi Vatnhamar 73' René Joensen 88' Brandur Olsen 90+2' Jóan Símun Edmundsson |
| Ģirts Karlsons 64' Artūrs Zjuzins 72' Jānis Ikaunieks 77' | wissels      | 73' Gilli Rólantsson 88' Pól Jóhannus Justinussen 90+2' Páll Klettskarð |
| Vitālijs Jagodinskis 25' Vitālijs Maksimenko 75' | gele kaarten | 75' Jóan Símun Edmundsson |
| - Debuut van Vladislavs Gutkovskis (Termalica Bruk-Bet Nieciecza) voor Letland. |              | |

### Vijfde ontmoeting
| UEFA Nations League 2020/21 (Riga, Letland, 14 november 2020): |       |                      |
| Letland                                                        | 1 – 1 | Faeröer              |
| Vladimirs Kamešs 59'                                           | goals | 60' Gunnar Vatnhamar |

FSF · A-internationals · Statistieken · Bondscoaches · Faeröers vrouwenelftal · Faeröer U21 · Faeröer U20 · Faeröer U19 · Faeröer U18 · Faeröer U17 · Faeröer U16
1980 – 1989 ·
1990 – 1999 ·
2000 – 2009 ·
2010 – 2019 ·
2020 – 2029
1988 · 
1989 · 
1990 ·
1991 · 
1992 · 
1993 · 
1994 · 
1995 · 
1996 · 
1997 · 
1998 · 
1999 · 
2000 · 
2001 · 
2002 · 
2003 · 
2004 · 
2005 · 
2006 · 
2007 · 
2008 · 
2009 · 
2010 · 
2011 · 
2012 · 
2013 · 
2014 · 
2015 · 
2016 ·
2017 ·
2018 ·
2019 ·
2020 ·
2021 ·
2022 ·
2023 ·
2024
Albanië ·
Andorra ·
Armenië ·
Azerbeidzjan ·
België ·
Bosnië en Herzegovina ·
Canada ·
Cyprus ·
Denemarken ·
Duitsland ·
Estland ·
Finland ·
Frankrijk ·
Georgië ·
Gibraltar ·
Griekenland ·
Hongarije ·
Ierland ·
IJsland ·
Israël ·
Italië ·
Joegoslavië ·
Kazachstan ·
Kosovo ·
Letland · 
Liechtenstein ·
Litouwen ·
Luxemburg ·
Malta ·
Moldavië ·
Nederland ·
Noord-Ierland ·
Noord-Macedonië ·
Noorwegen ·
Oekraïne ·
Oostenrijk ·
Polen ·
Portugal ·
Roemenië ·
Rusland ·
San Marino ·
Schotland ·
Servië ·
Servië en Montenegro · 
Slovenië ·
Slowakije ·
Spanje ·
Thailand ·
Tsjechië ·
Tsjecho-Slowakije ·
Turkije ·
Wales ·
Zweden ·
Zwitserland
LFF · A-internationals · Bondscoaches · Statistieken · Lets vrouwenelftal · Olympisch elftal · Letland U21 · Letland U20 · Letland U19 · Letland U18 · Letland U17 · Letland U16
1922 – 1929 ·
1930 – 1940 ·
1950 – 1989 · 
1990 – 1999 ·
2000 – 2009 ·
2010 – 2019 ·
2020 – 2029
EK 1996 · 
EK 2000 · 
EK 2004 · 
EK 2008 · 
EK 2012
WK 1994 · 
WK 1998 · 
WK 2002 · 
WK 2006 · 
WK 2010 · 
WK 2014
OS 1924
1922 · 
1923 · 
1924 · 
1925 · 
1926 · 
1927 · 
1928 · 
1929 · 
1930 · 
1931 · 
1932 · 
1933 · 
1934 · 
1935 · 
1936 · 
1937 · 
1938 · 
1939 · 
1940 · 
1941 · 
1942 · 
1943 · 1944 · 
1945 · 
1946 · 
1947 · 
1948 · 
1949 · 
1950 – 1990 · 
1991 · 
1992 · 
1993 · 
1994 · 
1995 · 
1996 · 
1997 · 
1998 · 
1999 · 
2000 · 
2001 · 
2002 · 
2003 · 
2004 · 
2005 · 
2006 · 
2007 · 
2008 · 
2009 · 
2010 · 
2011 · 
2012 · 
2013 · 
2014 · 
2015 · 
2016 · 
2017 ·
2018 ·
2019 ·
2020 ·
2021 ·
2022
Albanië ·
Andorra ·
Angola ·
Armenië ·
Azerbeidzjan ·
Bahrein ·
België ·
Bolivia ·
Bosnië en Herzegovina ·
Brazilië ·
Bulgarije ·
China ·
Cyprus ·
Denemarken ·
Duitsland ·
Estland ·
Faeröer · 
Finland ·
Frankrijk ·
Georgië ·
Ghana ·
Gibraltar ·
Griekenland ·
Honduras ·
Hongarije ·
Ierland ·
IJsland ·
Israël ·
Japan ·
Kazachstan ·
Koeweit ·
Kosovo ·
Kroatië ·
Liechtenstein ·
Litouwen ·
Luxemburg ·
Malta ·
Moldavië ·
Montenegro ·
Nederland ·
Noord-Ierland ·
Noord-Korea ·
Noord-Macedonië ·
Noorwegen ·
Oekraïne ·
Oezbekistan · 
Oman ·
Oostenrijk ·
Polen ·
Portugal ·
Qatar ·
Roemenië · 
Rusland ·
San Marino ·
Saoedi-Arabië ·
Schotland ·
Slovenië ·
Slowakije ·
Spanje ·
Thailand ·
Tsjechië ·
Tunesië ·
Turkije ·
Verenigde Staten ·
Wales ·
Wit-Rusland ·
Zuid-Korea ·
Zweden ·
Zwitserland